# 巴列赫拉德里奥夫里奥
巴列赫拉德里奥夫里奥，是西班牙卡斯蒂利亚-莱昂萨拉曼卡省的一个市镇。 总面积7平方公里，总人口51人（2001年），人口密度7人/平方公里。